# Emilio García Wehbi
Emilio García Wehbi (Buenos Aires, 6 de marzo de 1964) es un artista interdisciplinario autodidacta  que trabaja en el cruce de lenguajes escénicos. Se destaca en sus actividades como director teatral, régisseur, performer, actor, artista visual, escritor y docente.
Desde 1989 -año en que funda El Periférico de Objetos, grupo de teatro experimental argentino- hasta la fecha, ha presentado sus espectáculos, óperas, performances e intervenciones urbanas en teatros, festivales y ciudades de América, Europa y Asia.

## Biografía
García Wehbi comenzó su carrera como titiritero en 1987 en el grupo de titiriteros del Teatro General San Martín. Allí conoce a Daniel Veronese y Ana Alvarado, con quienes formará, en 1989, El Periférico de Objetos. Este grupo, con origen en el teatro de objetos, abarcó otros aspectos de la producción teatral y realizó proyectos de mayor envergadura, alejándose de la manipulación de títeres y a partir del estreno de Máquina Hamlet, de Heiner Müller, el grupo adquiere reconocimiento internacional. Luego de producir más de 11 espectáculos entre óperas y obras de teatro, el grupo se disuelve en 2009.
Para ese entonces, García Wehbi ya contaba con un gran número de producciones en solitario, desde el estreno de su primera obra Sin Voces, ópera presentada en el CETC del Teatro Colón, con lo que continúa su trabajo alejado de sus antiguos compañeros, desarrollándose como director, dramaturgo e intérprete de sus propias obras.
Su poética intenta confrontar con las categorías estéticas establecidas, hibridando las disciplinas de manera que sus creaciones no puedan ser sometidos a ninguna definición precisa. Su búsqueda formal pretende establecer siempre una dialéctica con el espectador, considerándolo parte activa de la obra. Trabaja a partir de estrategias formales que incluyen conceptos como lo obsceno (aquello que está fuera de la escena), la crisis, el accidente, la provocación, la inestabilidad, lo extraordinario (lo que se aparta del orden), la memoria, la muerte y la violencia, haciendo que sus montajes sean un espacio para la convergencia de las distintas miradas.
En 2002 realiza la intervención urbana Proyecto Filoctetes inicialmente en las ciudades de Viena y Buenos Aires, luego, en 2004 es realizada en Berlín y en 2007 en Cracovia. La intervención consistía en la instalación de muñecos hiperrealistas de látex, ubicados de forma tal de ser descubiertos por una audiencia no advertida en su jornada habitual. Esta pieza artística generó gran polémica y debate en los medios de comunicación, incluso violencia física contra los participantes al momento de la realización, ya que se borraba el límite entre la realidad y la ficción.
Al respecto del proyecto, el sociólogo Horacio González dijo:

Proyecto Filoctetes pertenece al teatro contemporáneo, a la filosofía de las marionetas, al arte casual urbano, a la indagación dramatúrgica sobre las acciones morales y a la polémica política sobre el lugar del cuerpo abandonado en el anonimato de la urbe. Implica una acción sorpresiva, una planificación compleja, un desafío a los medios de comunicación y una exploración de los horizontes de tolerancia o reacción frente a las vidas caídas que alberga toda gran
metrópolis.
Horacio González

Entre 1999 y 2022 García Wehbi realiza diferentes montajes escénicos en teatros públicos de Buenos Aires y el exterior: Los murmullos (2002), Hamlet de William Shakespeare (2004), Woyzeck (2006), Heldenplatz (2008), Aura (2010) y Orlando. Una ucronía disfórica (2017) en el Complejo Teatral de Buenos Aires; Sin voces (1999), Anna O. (2004), El (A)parecido (2010) y Luzazul (2013) en el Centro de Experimentación del Teatro Colón; Tiestes y Atreo (2018) y Medea meditativa (2022) en el Teatro Nacional Cervantes; Las chanchas (2018) en el Teatro Argentino de La Plata; Oda a Napoleón Bonaparte (2015) en el Centro Cultural Kirchner;  Moby Dick Oder der Weisse Wal (2007) en la Ludwig Maximilian Universitat, Munich, Alemania; Red light for Dr. Faustus (2010) en la Akademie der Kunst, Berlín, Alemania; y Casa que Arde (2015) en el Konzert Theater Bern, Berna, Suiza, entre otros.
Durante el mismo período realiza una serie de montajes escénicos en teatros independientes y alternativos tanto en Buenos Aires como en México, Colombia, Perú y Brasil.
En el año 2015 Emilio García Wehbi y Maricel Álvarez fundan el colectivo iconoclasta de acciones performáticas, saturadas de pensamiento filosófico y activismo teatral La Columna Durruti. La Columna Durruti fue el nombre de la columna de milicias populares, de ideología anarquista y anti-fascista que, comandada durante los primeros meses por Buenaventura Durruti, participó en la guerra civil española. Los artistas toman este nom de guerre para presentar un dispositivo crítico, de activismo estético, donde acciones disruptivas y pretendidamente iconoclastas tratan de movilizar el teatro como espacio de representación y lo hacen a través de la performance, la provocación y la incomodidad. 
El corpus de obra realizado por La Columna Durruti incluye: la serie de performances de sitio específico I. Herodes Reloaded, II.La Chinoise y III.En la caverna de Platón/La Cabeza de Medusa, presentadas en el Espacio de Arte de la Fundación OSDE entre los años 2015 y 2017; la Trilogía de La Columna Durruti presentada en el FIBA, el FIT de Cádiz (España) y el FIDAE (Uruguay); Das Kapital presentada en el Teatro Cervantes, el Museo Nacional Centro de Arte Reina Sofía (España) y en el Teatro Degollado de Guadalajara (México) entre los años 2018 y 2022; Vida y muerte del concepto clásico de utilidad, acción de cierre de la Bienal de Performance 2019; Nocturno de Ulrike o el sujeto histórico, presentada en 2023 en Santiago a Mil (Chile), Festival de Otoño de Madrid (España) y FIBA, y La Nuda Vida, presentada en 2024 en el espacio de arte Arthaus de Buenos Aires.
Las obras de Emilio García Wehbi han sido presentadas en Argentina, Uruguay, Brasil, Chile, Perú, Ecuador, Colombia, Venezuela, Costa Rica, México, EE. UU., Canadá, Portugal, España, Francia, Irlanda, Escocia, Holanda, Bélgica, Suecia, Alemania, Austria, Polonia, Suiza, Italia, Australia y Japón.
Como docente, viene desarrollando dicha actividad desde mediados de los  ́90 tanto en ámbitos públicos como privados. Ha sido, entre otras cosas, profesor invitado en la Maestría en Teatro y Artes Vivas de la Carrera de Artes de la Universidad Nacional de Colombia, entre 2007 y 2016; profesor invitado en la Valeska Gert Guest Professorship for Dance & Performance del Instituto de Investigaciones Teatrales (Departamento de Drama) de la Universidad Libre de Berlín (Freie Universität), Alemania, en 2009, profesor invitado en el Institut Für Theaterwiessenschaft, de la Ludwig-Maximiliam Universität, Munich, Alemania, en 2007, y docente en la Maestría de Performance de la Universidad Nacional de las Artes y de la Maestría en Ópera Contemporánea de la Universidad de Tres de Febrero, Buenos Aires. 
Desde 1995 en adelante ha dictado cursos, seminarios, workshops y talleres en Japón, Australia, USA, Escocia, Austria, Alemania, Polonia, España, Brasil, Chile, Colombia, Perú, México y Argentina. 
Y desde 2003 ofrece sus Talleres de Dirección y Puesta en Escena particulares en la ciudad de Buenos Aires, que han sido cursados por más de 800 estudiantes.
Como artista visual ha presentado sus obras (pinturas, objetos e instalaciones) en exhibiciones individuales y colectivas en Argentina en el Centro Culturarl Recoleta, Museo Nacional de Bellas Artes, Fundación Cazadores, Fotoespecio del Retiro, Filo-Espacio de Arte, Fotogalería del Teatro San Martín,  Centro de Expersiones Contemporáneas de Rosario, Espacio Giesso-Reich; en Alemania en la DAAD Gallery de Berlín y la Universidad de Siegen de dicha ciudad y en Estados Unidos en la Public Library for Performing Arts del Lincoln Center.
García Wehbi incursionó también en la literatura narrativa y en 2020 publicó su primera novela Maratonista ciego(finalista del Premio Filba / Medifé 2021). En 2023 publicó su segunda novela, Dafne sobre fondo de Monte Fují, ambas editadas por Ediciones Documenta.
La obra de Emilio García Wehbi ha sido objeto de estudio de publicaciones especializadas y en 2019 se presentó La herida y el cuchillo (Notas para un film sobre Emilio García Wehbi), un film documental sobre su producción artística dirigido por Miguel Zeballos.
García Wehbi ha recibido numerosos premios y distinciones nacionales e internacionales, entre ellos los premios María Guerrero, Trinidad Guevara, ACE, Konex y Herald Angel Award (Festival de Edimburgo, Escocia). En 2024 fue reconocido con un Diploma al Mérito de los Premios Konex a las Letras por su trabajo en la última década.

## Obras como director
- 2025: ¡Escucha, ángel medio muerto, soy semejante a ti!
- 2025: Cuerpo de baile, de Jan de Jager.
- 2025: Fritzl agonista, de E.G.W.
- 2024: La nuda vida, por La Columna Durruti (acción performática).
- 2024: Operativo: libertad total, de Emilio García Wehbi y Elvira Tanferna, (acción performática en espacio público).
- 2024: Talaré a los hombres de sobre la faz de la tierra, de María Velasco.
- 2023: Morfeo 60, de Emilio García Wehbi.
- 2022: Nocturno de Ulrike o el sujeto histórico, por La Columna Durruti.
- 2022: Medea meditativa, de Pascal Quignard.
- 2021: El sueño de las piedras, de Félix Bruzzone.
- 2020: 65 sueños sobre Kafka, de Emilio García Wehbi y Maricel Alvarez.
- 2019: Vida y muerte del concepto clásico de utilidad, por La Columna Durruti.
- 2019: Kintsugi. 100 memorias, de Pedro Kosovski.
- 2018: Tiestes y Atreo.
- 2018: Escorpión y Félix (performance), de Karl Marx, por La Columna Durruti.
- 2018: Las chanchas (ópera), de Félix Bruzzone.
- 2017: Orlando. Una ucronía disfórica, de Emilio García Wehbi.
- 2017: Trilogía de La Columna Durruti (performance).
- 2017: En la caverna de Platón/La cabeza de Medusa (performance), por La Columna Durruti.
- 2016: 65 sueños de Kafka según Guattari, de Emilio García Wehbi.
- 2016: Atlas provisorio de Buenaventura (performance en sitio específico).
- 2016: La Chinoise (performance), por La Columna Durruti.
- 2015: El grado cero del insomnio, de Emilio García Wehbi.
- 2015: Oda a Napoleón Bonaparte, de Arnold Schönberg + L'officina della resurrezione, de Fabián Panisello. (Ópera).
- 2015: Herodes reloaded (performance), por La Columna Durruti.
- 2015: Artaud 1: Lengua ∞ Madre (performance), de Emilio García Wehbi y Gabo Ferro.
- 2015: Casa que arde, de Emilio García Wehbi.
- 2014: Vértigo, de Maricel Alvarez y Emilio García Wehbi.
- 2014: Riña de objetos: Gordín vs. Wehbi (performance).
- 2014: 58 indicios sobre el cuerpo, de Jean-Luc Nancy.
- 2013: 12 indicios sobre el cuerpo + 12 indicios sobre el alma, (a partir de Jean-Luc Nancy).
- 2013: Rey Lear, de Rodrigo García.
- 2013: Aurora, de Daniela Seel (performance poético audiovisual).
- 2013: Luzazul (Ópera), de Emilio García Wehbi.
- 2012: Cuando el bufón se canse de reír, de Luis Cano y Emilio García Wehbi.
- 2012: Agamenón. Volví del supermercado y le di una paliza a mi hijo, de Rodrigo García.
- 2012: Prefiero que me quite el sueño Goya a que lo haga cualquier hijo de puta, de Rodrigo García.
- 2011: Hécuba o el gineceo canino, de Emilio García Wehbi.
- 2011: Lógica del cuerpo/Logik des Körper.
- 2010: El (a)parecido, de Marcelo Delgado y Emilio García Wehbi (Ópera).
- 2010: Aura, de Carlos Fuentes y José María Sánchez Verdú (Ópera).
- 2010: Dr. Faustus (A partir de Gertrude Stein).
- 2010: Red light for dr. Faustus (Work in progress).
- 2009: Chacales y árabes (Site-specfic performance).
- 2009: El matadero. Un comentario, de Marcelo Delgado y Emilio García Wehbi (Ópera).
- 2008: Heldenplatz, de Thomas Bernhard.
- 2008: Dolor exquisito, de Sophie Calle.
- 2008: El matadero.6: Ciudad Juárez (Performance).
- 2008: El matadero.5: Aullido(Performance).
- 2007: Jakob Von Gunten-A, de Robert Walser (Performance duracional).
- 2007: Jakob Von Gunten-B, de Robert Walser (Performance duracional).
- 2007: El matadero.4: Respondez! (Performance).
- 2007: Proyecto Filoctetes: Lemnos en Cracovia (intervención urbana).
- 2007: Moby Dick, Oder der Weisse Wal, de Herman Melville (Performance duracional).
- 2007: El orín come el hierro, el agua come las piedras; o El sueño de Alicias (Fragmentos para la reconstrucción de un cuerpo), de Emilio García Wehbi.
- 2006: El matadero.3 (performance).
- 2006: Woyzeck, de Georg Büchner.
- 2006: El matadero.2 (performance).
- 2005: El matadero (Slaughterhouse) (performance).
- 2005: Bambiland, de Elfriede Jelinek.
- 2005: Lucha libre (intervención urbana).
- 2005: La guadalupana/ La Santa Muerte (intervención urbana).
- 2005: Lima: Baño público, (intervención urbana).
- 2005: Manifiesto de niños, de Emilio García Wehbi, Daniel Veronese y Ana Alvarado - El Periférico de Objetos.
- 2005: La balsa de la Medusa, de Emilio García Wehbi.
- 2004: Proyecto Filoctetes: Lemnos en Berlín (intervención urbana).
- 2004: Anna O, de Elena Vinelli y Marcelo Delgado (ópera).
- 2004: Hamlet de William Shakespeare, de Luis Cano.
- 2003: Moby Dick, de H. Melville (performance duracional).
- 2002: Proyecto Filoctetes: Lemnos en Buenos Aires (intervención Urbana).
- 2002: Proyecto Filoctetes: Lemnos en Viena (intervención urbana).
- 2002: La última noche de la humanidad, de E. García Wehbi y A. Alvarado. - El Periférico de Objetos
- 2002: Los murmullos, de Luis Cano.
- 2000: Monteverdi Método Bélico (MMB), de E. García Wehbi, D. Veronese y A. Alvarado (Ópera) - El Periférico de Objetos.
- 1999: Proyecto Museos IV - Cuerpos viles: museo de la morgue judicial.
- 1999: Sin voces, de Elena Vinelli y Marcelo Delgado (Ópera).
- 1998: Zooedipous, de E. García Wehbi, D. Veronese y A. Alvarado - El Periférico de Objetos.
- 1995: Máquina Hamlet, de Heiner Müller - El Periférico de Objetos.
- 1994: Cámara Gesell, de Daniel Veronese - El Periférico de Objetos.
- 1992: El hombre de arena, de E. García Wehbi y D. Veronese - El Periférico de Objetos.
- 1990: Ubú Rey, de Alfred Jarry El Periférico de Objetos.

## Libros
- Dafne sobre fondo de Monte Fují; novela, Ediciones DocumentA/Escénicas, 2023.
- El Periférico de objetos. Un testimonio; Ediciones DocumentA/Escénicas, 2021.
- Maratonista ciego; novela, Ediciones DocumentA/Escénicas, 2020.
- ¿Sangre o ketchup? Transubstanciaciones, (en colaboración con José Alejandro Restrepo; Ediciones DocumentA/Escénicas, 2019.
- Trilogía de La Columna Durruti; Ediciones DocumentA/Escénicas + Fundación Osde, 2017.
- Artaud 1: Lengua ∞ Madre (en colaboración con Gabo Ferro); Ediciones DocumentA/Escénicas, 2015.
- Casa que arde; Ediciones DocumentA/Escénicas, 2015.
- Communitas (en colaboración con Nora Lezano); Editorial Planeta, 2015.
- Luzazul; Ediciones DocumentA/Escénicas, 2014.
- Botella en un mensaje; Editorial Alción / DocumentAEscénicas, Córdoba, 2012.
- Ensayo sobre la tristeza; edición de autor, 2004.